# 1920 في أستراليا
فيما يلي قوائم الأحداث التي وقعت خلال عام 1920 في أستراليا.

## رياضة
- 1 يناير – البطولات الأسترالاسية 1920

## مواليد

### مارس
- 8 مارس – جورج باتشيلور

### أبريل
- 16 أبريل – بيل سيدويل لاعب كرة مضرب أسترالي.

## وفيات

### يناير
- 7 يناير – إدموند بارتون (مواليد 1849)

### فبراير
- 2 فبراير – ويلبرفورس إفانس (مواليد 1867)